# 劇場短篇 假面騎士聖刃 不死鳥之劍士與破滅之書
《劇場短篇 假面騎士聖刃 不死鳥之劍士與破滅之書》（日语：劇場短編 仮面ライダーセイバー 不死鳥の剣士と破滅の本）是日本特攝節目《假面騎士聖刃》的獨立劇場版。口號為「賭上結局的，拔刀。（日語：結末をかけた、抜刀。）」
另外同時上映系列作《假面騎士ZERO-ONE》的獨立劇場版《劇場版 假面騎士ZERO-ONE REAL×TIME》日本於2020年12月18日上映，台灣於2021年4月16日上映中日雙語版本，香港於2021年4月15日上映。

## 本作特色
- 受嚴重特殊傳染性肺炎影響，本作以《假面騎士系列》史上第一部劇場短篇[1]取代本定於年尾的「假面騎士Generations」系列的第五部作品[2][3]。
- 本作與《劇場版 假面騎士ZERO-ONE REAL×TIME》同樣兼為《令和假面騎士系列》首兩部獨立劇場版作品以及2020年代首兩部《假面騎士系列》劇場版作品[4]。
- 曾參演網路劇《假面騎士Amazons》中「假面騎士Amazons Alpha / 鷹山仁」及《超級戰隊系列》第23作《救急戰隊GoGo V》中「Go Blue/巽 流水」的演員谷口賢志，於本作擔任反派角色 - 巴哈特/假面騎士Falchion[5]，其造形是不死鳥，和主角假面騎士聖刃的飛龍完全對立。
- 本作繼《假面騎士×假面騎士 Fourze & OOO MOVIE大戰 MEGA MAX》後，第二次出現於劇場版登場的限定騎士型態，於後續的TV本篇再度登場。
- 本作在劇情上亦與《假面騎士聖刃》本篇及續篇《假面騎士聖刃 深罪的三重奏》有所關連。
- 本作的時間點位於《假面騎士聖刃》本篇第10~11章之間[6]。
- 本作繼《假面騎士W Forever A至Z/命運的Gaia Memory》及《假面騎士×假面騎士 Fourze & OOO MOVIE大戰 MEGA MAX》後，再次出現劇場版登場的主要角色於後續相關的TV本篇劇集再度登場。

## 故事概要
本被封印的破滅之書，解放了包圍著謎團的不死身之劍士。滿溢出黑闇的書本，瞬間將現實世界與奇跡世界吞噬於虛無之中，並消滅殆盡。
飛羽真，還有Sword of Logos的成員們為了阻止這種狀況，與不死身之劍士展開決戰。
邁向終焉的世界，以及飛羽真等人的命運為何？！

## 用語
《破滅之書》
原文： / The Book of Ruin
寄存著對世界構成破滅之力的書籍，當世界被書的力量吸收時，世界將會完全化為虛無。
書內還存在著兩隻特殊的神獸，而書籍中的兩隻神獸能跟『勇猛戰龍』奇蹟駕馭書中的神獸結合成「激情戰龍奇蹟駕馭書」。
在飛羽真將巴哈特擊敗由書內的兩條神獸封印回破滅之書後，結尾被某人放回了位於南方基地的禁書庫內。
第34章時由真理之主再度將巴哈特從破滅之書中釋放出來；於同話中從尤里的口中揭露在最初一千年前該書籍連同聖劍‧無銘劍虛無皆為巴哈特所持有。
第35章真理之主為了完成全知全能之書降臨儀式將存放在書內的兩隻神獸召喚出來。

## 登場人物

### 《假面騎士聖刃》原登場人物
神山飛羽真（內藤秀一郎飾）
假面騎士聖刃第二任的變身者。
因破滅之書的封印解除，與「真理之劍」的劍士等人一同迎戰巴哈特，在與巴哈特的戰鬥中第一次將巴哈特擊敗，但因永恆不死鳥散發的「永久之燈」的效果使巴哈特再度復活，與巴哈特展開第二次的戰鬥。
於第二次跟巴哈特的戰鬥中，在書內兩隻特殊的神獸、及「勇猛戰龍」三條神獸力量的幫助下，獲得了激情戰龍奇跡駕馭書的力量，將巴哈特擊敗，守護了現實世界及奇跡世界。
新堂倫太郎（山口貴也飾）
假面騎士Blades第二任的變身者。
富加宮賢人（青木瞭飾）
假面騎士Espada第二任的變身者。
尾上亮（生島勇輝飾）
假面騎士Buster第二任的變身者。
緋道蓮（富樫慧士飾）
假面騎士劍斬第二任的變身者。
大秦寺哲雄（岡宏明飾）
假面騎士Slash的變身者。
須藤芽依（川津明日香飾）
神山飛羽真的責任編輯。
流蘇（TOBI飾）
因巴哈特帶著破滅之書的出現，而感到不安。

### 本作登場人物
巴哈特（バハト）（谷口賢志飾）
假面騎士Falchion第一任的變身者，是一位不死身之劍士。
因破滅之書的封印解除，出現在飛羽真等人面前，目的是為了將現實世界和奇跡世界一同消滅，與「真理之劍」的飛羽真等人展開了戰鬥，在第一次戰鬥時被飛羽真擊敗，但因永恆不死鳥散發的「永久之燈」的效果而再度復活，與飛羽真展開了第二次的戰鬥。
在第二次跟獲得激情戰龍力量的飛羽真戰鬥擊敗後被破滅之書裡的兩條神獸封印回破滅之書內。
田中逸樹（內山そうた飾）
少年。
飯島美香（山口美月飾）
女高中生。
森崎和夫（中村公隆飾）
上班族。

## 本作限定登場假面騎士/形態

### 假面騎士聖刃
變身者：神山飛羽真（替身演員：淺井宏辅、CV：內藤秀一郎）
原文： / Kamen Rider SABER
| 形態名稱                  | 簡介 | 外觀                   | 能力 | 必殺技 |
| Emotional Dragon 激情戰龍 | 原文： Seiken Swordriver 搭配 Emotional Dragon Wonder Ride Book（右） 變身的形態。 劇場版限定 / 本篇第35章初登場。 身高：217.0cm 體重：123.5kg 拳擊力：35.3t 踢擊力：68.3t 跳躍力：65.3m 行動速度：100m / 2.3秒。 | 全身以紅、黑、白色為主 | 特殊形態。 右半身寄宿著神獸「勇猛戰龍」的力量，將開闢希望的「勇氣」作為力量。 身體中央寄宿著神獸「符文光龍」的力量，將關懷一切的「愛」作為力量。 左半身寄宿著神獸「符文暗龍」的力量，將貫徹自己想法的「驕傲」作為力量。 右腕的赤熱化能自在操控火焰，並讓炎屬性的劍技鋒利度加倍。 正面至背面裝甲由光屬性鱗片多層構成，增強了物理防禦力和對詛咒防禦力 能使用愛的力量治癒一切事物的「愛情領域（アフェクションフィールド）」，讓變身者超級恢復。 背部裝備具有飛行能力的「航行披風（セイリングマント）」。 左手腕裝備畫有毀滅紋樣的盾牌「毀滅之盾」，具有破滅之書的部分力量，能讓受到的衝擊和傷害瞬間無效化。 | 情龍神撃破 原文： 該型態所屬的必殺技（騎士踢）。 凌空騰躍時身後出現書形象的巨大能量體，伴隨著書頁打開將書中傳承的三體神獸的力量集中於右腳，對敵放出強大的飛踢。 |

### 假面騎士Falchion
變身者：巴哈特（替身演員：永德、CV：谷口賢志）
原文： / Kamen Rider FALCHION
名稱由來：彎刀
| 形態名稱             | 簡介 | 外觀               | 能力 | 必殺技 |
| Eternal Phoenix 永恆 | 原文： Haken Bladriver 搭配 Eternal Phoenix Wonder Ride Book 變身的形態。 劇場版限定 / 本篇第34章初登場。 身高：218.2cm 體重：108.7kg 拳擊力：60.2t 踢擊力：94.2t 跳躍力：97.4m 行動速度：100m / 1.6秒。 | 全身以黑、橘色為主 | 基礎形態。 寄宿著神獸「永恆不死鳥」的力量，讓變身者超越死與再生並帶來永恆。 只要被敵人擊破，可以透過神獸「永恆不死鳥」散發的「永久之燈」來復活。 能讓「永久之燈」包覆受到的衝擊，將受到的攻擊轉變成自己的力量，在戰鬥中產生無窮無盡的力量。 腳部能使出如同飛翔般的跳躍力，擅長空中戰。 | 無雙斬 原文： 該型態所屬的必殺技（騎士劍技）。 帶有虛無一切的橙黑色火焰能量纏繞在無銘劍虛無，伴隨不死鳥一同對敵進行斬擊。 不死鳥無雙擊 原文： 該型態所屬的必殺技（騎士踢）。 無限一突 原文： 伴隨不死鳥的力量，揮出十字劍氣。 |

## 本作登場道具

### 變身道具
- 霸劍BLADE驅動器

原文： / HAKEN BLADRIVER
假面騎士Falchion和假面騎士Tassel的變身腰帶，是聖劍 SWORD驅動器的原型。
只有一格插槽可放置對應的奇跡駕馭書，即右，對應右半身，使劍技向上提升的作用；中、左格上的特殊部位會儲存變身者復活時的情報，變身解除後也能靠此維持力量的供給。
變身或轉換型態的方式：啟動奇跡駕馭書後合上，並將其置入霸劍 BLADE驅動器的插槽後，拔出驅動器內置的聖劍，驅動器上的奇跡駕馭書自動開頁，就能進行變身。
使用永恆奇跡駕馭書的變身音效為：「拔刀…！Eternal Phoenix！虛無！漆黑之劍將歸於虛無…！（抜刀…！エターナルフェニックス！虚無！漆黒の剣が無に帰す…！）」
使用其他奇跡駕馭書的變身音效為：「拔刀…！Eternal Power / Legend / Wonder！虛無！神獸之炎 / 生物之牙 / 故事之夢將歸於虛無…！(抜刀…！エターナルパワー/レジェンド/ワンダー 虚無！神獣の炎/生物の牙/物語の夢が無に帰す)」
必殺技：擁有五種必殺技發動方式
- 聖劍插回驅動器連續扣動兩次扳機

音效為：「必殺默讀！●●…！無雙擊…！」
- 聖劍插回驅動器按下板機拔出劍刃

音效為：「必殺默讀！…拔刀！●●…！無雙斬…！」
- 按壓驅動器上的奇跡駕馭書展開的頁面，音效為「★★！」。
- 聖劍劍身感應奇跡駕馭書

感應音效為：「永久的（永久の）●●！無限一 / 二 / 三突…！」。
- 聖劍插入腰帶左側的SWORD驅動器必冊收納套後按下板機拔出聖劍。

必殺技音效為：「虛無居合！默讀一閃！」
- 激情戰龍奇跡駕馭書

原文： / EMOTIONAL DRAGON WONDER RIDE BOOK
由破滅之書裏的兩條神獸——『符文光龍』（白）與『符文暗龍』（黑），和『勇猛戰龍』（紅）奇跡駕馭書結合而成的立體書型奇跡駕馭書，也是假面騎士聖刃變身成特殊形態的道具。
搭配聖劍 SWORD驅動器的變身音效為「烈火拔刀！愛情之龍！勇氣之龍！高傲之龍！Emotional Dragon！（烈火抜刀！愛情のドラゴン！勇氣のドラゴン！誇り高きドラゴン！エモーショナルドラゴン！）」
變身說明「神獸合併！感情溢了出來！（神獣合併！感情が溢れ出す！）」
聖劍插回驅動器後，將上的奇跡駕馭書後合上後拔出劍刃發動劍技必殺技。
合上的音效為：「必殺讀破！」；必殺技的音效為：「烈火拔刀！激情必殺擊！（烈火抜刀！エモーショナル必殺撃！）」
聖劍插回驅動器連續扣動兩次扳機發動踢擊必殺技。
必殺技的音效為：「必殺讀破！傳說的神獸！一冊擊！Fire！」

### 專屬武器（聖劍）
- 聖劍‧無銘劍虛無

原文： / SEIKEN MUMEIKEN KYOMU
假面騎士Falchion和假面騎士Tassel的專屬武器，是一把存在將近千年的黑色的禁忌聖劍，對應的質點是「隱藏的知識」。
特性：「永久之燈」纏繞度越高鋒利度越高。
擁有將聖劍所持有的屬性之力吞噬殆尽，令世界化为虚空。
本篇第35章一度被真理之主奪走，最後回到巴哈特手中。
本篇第38章在巴哈特被重創擊敗後，一度由神山飛羽真所持有，用來召喚出最強聖劍 - 刃王劍十聖刃，最後被在一旁觀看眾人戰鬥的迪札斯特暗中取走。
本篇第43章隨著迪札斯特被消滅了，該聖劍由與其對戰的緋道蓮保管。
本篇第45章在蓮用來打倒四賢神之一的斯巴達之後，就遺棄於現場。
本篇第47章（最終章）在露娜要藉由自己誕生出《奇跡萬能》奇跡駕馭書被斯特琉斯攻擊時，主動牽制住了斯特琉斯。
於續篇《假面騎士聖刃 深罪的三重奏》在拯救世界過了8年後仍然下落不明，而後由間宮陸連同檢到《驚異賽蓮》奇蹟駕馭書所持有，最後在間宮陸使用《驚異賽蓮》奇蹟駕馭書改變過去拔起聖劍‧無銘劍虛無的事實，讓世界變回沒有被《驚異賽蓮》奇蹟駕馭書影響的世界，使的該聖劍也一同消失於世界上。
舞台劇中由流蘇持有，並變身成假面騎士Tassel。

### 奇跡駕馭書（Wonder Ride Book）
| 英文名稱         | 日文名稱               | 中文名稱 | 書籍類型 | 書籍屬性 | 書籍介紹文                                      | 音效 | 能力                            | 備註                                                                                      |
| ---------------- | ---------------------- | -------- | -------- | -------- | ----------------------------------------------- | --- | ------------------------------- | ----------------------------------------------------------------------------------------- |
| Eternal Phoenix  | エターナルフェニックス | 永恆     | 神獸     | 虛無     | 曾經流傳的不死鳥之傳說如今將化為現實…。               | 綴詞音效為 「從前的神獸！ （かつての神獣！）」 無銘劍虛無的讀取音效為「！」 | 變身成假面騎士Falchion。        | 書內記載著『永恆不死鳥』的傳承。 書籍中的神獸名字取自《希臘神話》中的傳奇生物《菲尼克斯》一角。 |
| Emotional Dragon | エモーショナルドラゴン | 激情戰龍 | 神獸     | 多重     | 勇氣！愛情！驕傲！持有三重之力的神獸即將現身…！ | 二次翻閱音效為：「愛！那是關懷一切的力量！ 」 三次翻閱音效為：「勇氣！那是開闢希望的力量！ 」 四次翻閱音效為：「驕傲！那是貫徹自己想法的力量！ 」 綴詞音效為「傳説的神獸！ （伝説の神獣！）」 | 變身或轉換形態。 聖刃：激情戰龍 | 書內記載著『激情戰龍』的傳承。 由神獸勇猛戰龍和破滅之書內的兩條神獸融合在一起後所形成的。 |

## 樂曲

### 主題曲
「多重露光 feat.川上洋平」
- 歌唱：川上洋平
- 編曲：東京斯卡樂園
- 作曲：NARGO
- 作詞：谷中敦

## 演員
- 神山飛羽真 - 內藤秀一郎（台配：江志倫；港配：簡懷甄）
- 新堂倫太郎 - 山口貴也（台配：蔣鐵城；港配：黎景全）
- 須藤芽依 - 川津明日香（台配：連婉鈞；港配：楊樂瑤）
- 富加宮賢人 - 青木瞭（台配：孟慶府；港配：陳浩鈿）
- 尾上亮 - 生島勇輝（台配：黃天佑；港配：伍博民）
- 緋道蓮 - 富樫慧士（台配：賈文安；港配：樂家焜）
- 大秦寺哲雄 - 岡宏明（台配：陳彥鈞；港配：黃尉斯）
- 流蘇 - レ・ロマネスクTOBI （台配：黃天佑；港配：周鑫霆）
- 巴哈特 - 谷口賢志（台配：孟慶府；港配：黃尉斯）
- 少年 - 内山そうた
- 女高中生 - 山口美月
- 上班族 - 中村公隆

## 製作人員
- 原作 - 石之森章太郎
- 導演 - 柴崎貴行
- 劇本 - 福田卓郎
- 音樂 - 山下康介

## 外部連結
- 官方網站 （页面存档备份，存于）